# Енвел (Вогези)
Енвел (фр. Ainvelle (Vosges)) је насељено место у Француској у региону Лорена, у департману Вогези.
По подацима из 2011. године у општини је живело 164 становника, а густина насељености је износила 18,16 становника/km².

## Демографија
| 1962. | 1968. | 1975. | 1982. | 1990. | 2011. |
| ----- | ----- | ----- | ----- | ----- | ----- |
| 205   | 179   | 179   | 168   | 154   | 164   |